# Jim Nolan
James S. "Jim" Nolan (9 de junho de 1927 — 19 de abril de 1983) foi um jogador norte-americano de basquete profissional que disputou uma temporada na National Basketball Association (NBA). Foi escolhido pelo Philadelphia Warriors na segunda rodada do draft da BAA (hoje NBA) em 1949.